# Mönchweiler
Mönchweiler is een plaats in de Duitse deelstaat Baden-Württemberg, en maakt deel uit van het Schwarzwald-Baar-Kreis.
Mönchweiler telt 2.976 inwoners.

## Geschiedenis
Mönchweiler wordt in 1258 voor het eerst in een oorkonde vermeld, en bevond zich sindsdien lang in het bezit van de abdij Sankt Georgen im Schwarzwald. In 1536 werd het dorp deel van Württemberg en evangelisch. Tijdens de Dertigjarige Oorlog deelde het dorp zijn lot met de naburige stad Villingen.
In 1810 werd Mönchweiler deel van het Groothertogdom Baden, meer bepaald het district Villingen.
Na de vorming van het bondsland Baden-Württemberg, in 1951, werd enkele jaren later een -tot op heden niet onomstreden- gebieds- en bestuurhervorming. Bij de vorming van het district Schwarzwald-Baar op 1 januari 1973 werd Mönchweiler er een deel van.

## Partnerstad
Het Zuid-Franse stadje Chabeuil, in het Drôme-departement.
Bad Dürrheim ·
Blumberg ·
Bräunlingen ·
Brigachtal ·
Dauchingen ·
Donaueschingen ·
Furtwangen im Schwarzwald ·
Gütenbach ·
Hüfingen ·
Königsfeld im Schwarzwald ·
Mönchweiler ·
Niedereschach ·
Schonach im Schwarzwald ·
Schönwald im Schwarzwald ·
St. Georgen im Schwarzwald ·
Triberg im Schwarzwald ·
Tuningen ·
Unterkirnach ·
Villingen-Schwenningen ·
Vöhrenbach